# Jean Laby
Jean Elizabeth Laby (4 novembre 1915 - 31 mai 2008) est une des premières physiciennes de l'atmosphère australienne.

## Biographie
Jean Laby naît le 4 novembre 1915 à Parkville, Melbourne (Victoria). Son père est professeur de physique australien, sa mère est originaire de Nouvelle-Zélande, elle a une sœur cadette. Elle fait ses études à la Melbourne Church of England Girls' Grammar School puis à l'Université de Melbourne. Elle obtient un BSc en 1939, un MSc en 1951 et un PhD en 1959.
Elle a été la première femme à recevoir un doctorat en physique de l'Université de Melbourne.
Dès 1940, Laby est chargée de cours à l'Université de Melbourne auprès du Département de philosophie naturelle qui sera renommé plus tard Département de physique. En 1959, elle est nommée professeur. Ses recherches portent sur les rayons cosmiques et les études du vent.  Entre 1961 et 1980, elle est parallèlement maître de conférence à l'académie de la Royal Australian Air Force (RAAF) à Point Cook, Victoria. Elle y travaille sur la météorologie radar, les caméras embarquées sur ballons et les mesures de rayonnement cosmique. Ses recherches expérimentales permettent d'établir des records d'altitudes atteintes par les ballons.
Elle participe également au programme d'évaluation de l'impact climatique entre 1972 et 1980 et collabore avec l'Université du Wyoming pour mesurer les aérosols atmosphériques, l'ozone et la vapeur d'eau dans la stratosphère.
Laby a été interviewée par l'Académie australienne des sciences pour son programme Outstanding Women in Science en 2000 et nommée au Tableau d'honneur victorien des femmes en 2009.
Ses articles sont conservés par les archives de l'Université de Melbourne et documentent le rôle des femmes dans la recherche scientifique et atmosphérique. Une plaque commémorative est visible sur le Professors Walk de l'Université (Parkville campus).

## Publications
- Jean E. Laby, La conductivité thermique de l'eau et quelques mesures avec d'autres liquides (Mémoire de maîtrise, Département des sciences, Université de Melbourne, 1951)[8]
- Jean E. Laby, Vents atmosphériques et rayons cosmiques à altitude ballon (Thèse de doctorat, Département de physique, Université de Melbourne, 1959)[9]